# Cantonul Castelnaudary-Nord
Cantonul Castelnaudary-Nord este un canton din arondismentul Carcassonne, departamentul Aude, regiunea Languedoc-Roussillon, Franța.

## Comune
- Airoux
- Les Brunels
- Carlipa
- Les Cassés
- Castelnaudary (parțial, reședință)
- Cenne-Monestiés
- Issel
- Labécède-Lauragais
- Montmaur
- Peyrens
- La Pomarède
- Puginier
- Saint-Papoul
- Saint-Paulet
- Souilhanels
- Souilhe
- Soupex
- Tréville
- Verdun-en-Lauragais
- Villemagne
- Villespy